# Heraclia minerva
Heraclia minerva är en fjärilsart som beskrevs av Gustav Weymer 1892. Heraclia minerva ingår i släktet Heraclia och familjen nattflyn. Inga underarter finns listade i Catalogue of Life.